# 马尔代夫地理
马尔代夫共和国是位于南亚印度洋上的一个群岛国家，与印度和斯里兰卡隔海相望。马尔代夫由分布在9万平方公里海域内的1192个珊瑚礁島组成，其中119个岛屿有人居住。南北长820公里，东西宽130公里。陆地面积298平方公里。岛屿平均面积为1～2平方公里，最大岛屿为拉姆环礁中的甘岛。
马尔代夫是世界上地势最低的国家，平均海拔高度为1.5米，自然陆地表面最高点仅2.4米。马尔代夫是世界上受气候变化影响最为严重的国家之一。
马尔代夫位于赤道附近，全年气温變化不大，年平均气温28℃。气候受季风影响，分旱季（11月到次年4月）和雨季（5月至10月），年降水量2143毫米。